# Rittergut Sagisdorf

Herrenhaus um 1850

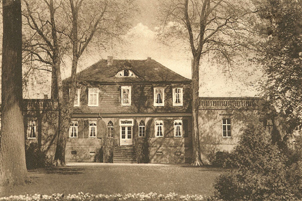
Herrenhaus 1933

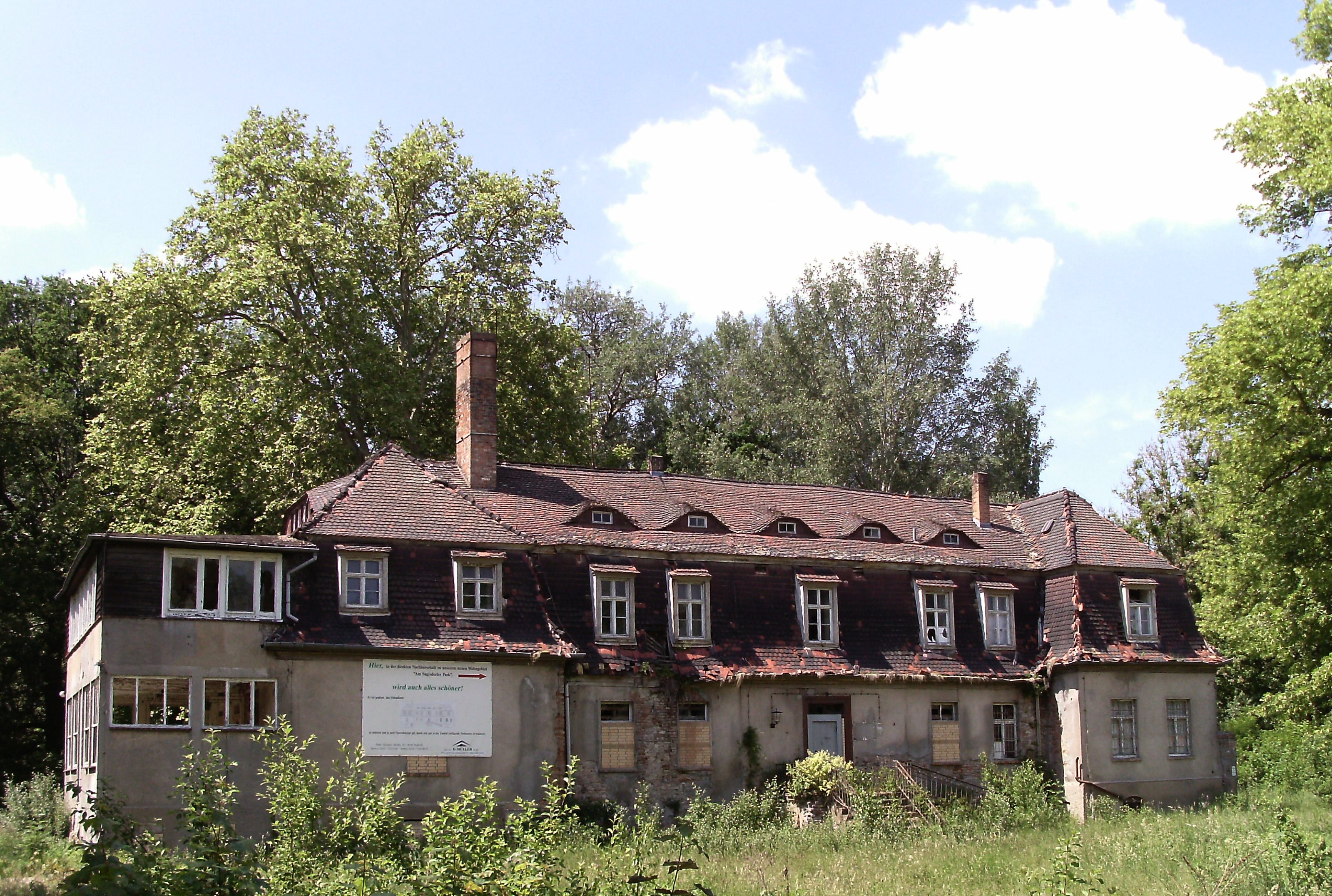
Herrenhaus 2012 (Ruine)

Das Rittergut Sagisdorf, in Reideburg gelegen, war Sitz der Adelsgeschlechter von Steinfurt, von Dieskau, von Rauchhaupt und von Werder.

## Lage
Das Rittergut Sagisdorf befand sich in Reideburg, das heute Ortsteil von Halle (Saale) im Süden des Bundeslandes Sachsen-Anhalt ist.

## Geschichte
Erwähnt wird das Rittergut im 14. Jahrhundert, als Besitzer Henning von Steinfurt den Albrecht von Dieskau erschlug. Bei der Versöhnung beider Familien im Jahre 1358 wurde Sagisdorf von Erzbischof Otto der Familie Conrad von Dieskau übertragen. Nachfolgend übernimmt die Familie von Rauchhaupt. Im Jahre 1448 findet Hans von Rauchhaupt auf Sagisdorf als Zeuge in einem Rechtsstreit Erwähnung. 1476 übernahm Hans (von) Rauchhaupt zu Hohenthurm das Rittergut Sagisdorf. Die heutige genealogische Fachliteratur führt des Weiteren Christoph von Rauchhaupt und seine Frau Margarethe von Börstel-Westeregeln als Urahnen aller heutigen Nachfahren der Familienlinien Höhnstedt und Trebnitz und als Besitzer von Höhnstedt, Sagisdorf sowie Mintinhaber von Trebnitz und Hohenthurm auf, etwa Ende des 16. Jahrhunderts. Auf Sagisdorf folgen dann Thimo von Rauchhaupt-Höhnstedt (1590–1638) und dessen Sohn Gustav Volrad (um 1625–1685). Anteile gehörten aber parallel Thimo Volrad von Rauchhaupt-Trebnitz (um 1594–1625). Der Besitz wechselte wohl mehrmals zwischen den teils verschwägerten Familien von Rauchhaupt und von Werder. So fand 1808 die Vermählung der Wilhelmine von Rauchhaupt-Trebnitz mit Herrn Louis von Werder auf Sagisdorf und preußischer Major statt. Auch Luise von Rauchhaupt war mit einem Herrn Bruno von Werder liiert. Dieser Bruno von Werder wird Mitte des 19. Jahrhunderts in den zeitgleich in Mode kommenden Übersichten der Rittergüter als Eigentümer des Besitzes Sagisdorf genannt, war königlich preußischer Forstmeister zu Frankfurt a. O., und Rechtsritter des Johanniterordens.
Im Jahre 1922 weist das Güter-Adressbuch der Provinz Sachsen einen Umfang von 92 ha Land aus. Geführt wurde es jener Zeit von der Gutsfrau Anna von Werder, geborene von Frantzius. Sie blieb im Osten und lebte nach dem Krieg in Halle a. S. Ihr Sohn Hans Klaus von Werder, der letzte Besitzer vor 1945, machte aus dem 70 Hektar großen Gut einen blühenden landwirtschaftlichen Betrieb, der die Städte Halle/Saale und Leipzig mit Edelobst und Frühgemüse versorgte. Hier wurden auch über ein Hektar Fläche unter beheizte Gewächshäuser gelegt.
Die Familie von Werder wurde 1945 enteignet. Das Gut Sagisdorf diente kurzzeitig der Roten Armee als Unterkunft. Danach wurde es von Flüchtlingen und Vertriebenen aus den deutschen Ostgebieten bezogen. Mitte 1952 wurde laut Parteikonferenz der SED das gesamte Gelände als LPG genutzt; das Gutshaus wurde Landeslupusheilstätte der Universitätshautklinik Halle-Wittenberg. Seit Juni 1962 war in dem Gutshaus die Reha-Stätte der Universitäts-Orthopädieklinik Halle untergebracht. Der Verfall der Anlage schritt trotz Nutzung beständig fort. 1992 zog die Klinik aus. Das Gebäude standen seitdem leer.
Nach der Wende wurden die umliegenden Remisen und Stallungen abgerissen. Vom Rittergut übrig blieb lediglich das Gutshaus, alle anderen Flächen wurden als Bauland ausgewiesen und mit Einfamilienhäusern bebaut. Auch das Gutshaus wurde im April 2014 abgerissen und das Gelände wurde ebenfalls mit Einfamilienhäusern bebaut.
Übrig blieb nur der, hinter dem damaligen Gutshaus gelegene und 1992 von der Stadt Halle unter Landschaftsschutz gestellte, 2,5 Hektar große und seit Jahrzehnten komplett verwilderte Park.